# Gustaf Lewenhaupt (1780–1844)
Gustaf Lewenhaupt, född 27 januari 1780, död 11 maj 1844 i Västervik, var en svensk greve och hovman.
Gustaf Lewenhaupt var son till generalen Adolf Fredrik Lewenhaupt. Redan vid sitt dop utsågs han som dopgåva av Gustav III till faderns kommande efterträdare som hovstallmästare och blev 1791 som 11-åring när fadern avled överhovstallmästare. 1794 blev han kornett vid livregementet och 1795 student vid Uppsala universitet. 1800 blev överadjutant och major i armén. 1801 begärde han avsked från befattningen som kornett. Gustav IV Adolf ansåg honom inte ha tillräckliga kunskaper och arbetsförmåga för att tjänstgöra som överhovstallmästare och gjorde honom 1807 tjänstefri. Lewenhaupt blev 1817 riddare av Svärdsorden och utsågs 1818 till efterträdare som ceremonimästare vid Kunglig Majestäts Orden och Nordstjärneorden samt överstekammarherre. Han erhöll samtidigt avsked ur generalstaben.
Gustaf Lewenhaupt bodde omväxlande i Stockholm och på Casimirsborg, de hade även från 1800 ett sommarhus i Västervik där han från 1841 bosatte sig med sin hustru. Från tiden i Västervik beskrevs han som en liten skägglös man med uppnäsa och svart peruk och ett något kvinnligt sätt. Han skall ha varit toffelhjälte i förhållande till sin hustru och släkting Sophie Lewenhaupt. Han skall dock då visat tecken på brister i förståndet, som enligt uppgift skall ha kommit sig av en olycka 1839, då han inspekterade höbärgningen vid Vålningebo 3/4 mil norr om Västervik. Gustaf Lewenhaupt skall med några barn ha åkt på hölasset in på skullen, varvid han slog huvudet i portens överstycke.
År 1829 blev han riddare av Serafimerorden, dubbades 1832 till riddare och blev 1837 en av rikets herrar.
Efter hans död hölls jordfästningen i Sankta Gertruds kyrka. Det inträffade en olycka i den överfyllda kyrkan. Golvet i kyrkan brast, flera av besökarna störtade ned i en underliggande gravkammare och panik utbröt. Efter jordfästningen begravdes han i familjegraven i Riddarholmskyrkan.